# Hans Burghart

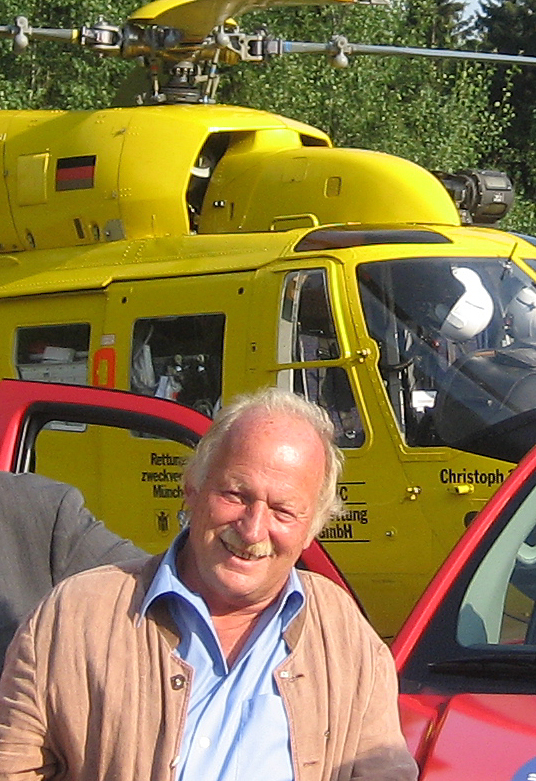
Hans Burghart vor „Christoph 1“ in München-Harlaching am 1. Juni 2007

Hans Burghart (* 22. März 1936 in Meißen; † 24. Dezember 2020 in Großdingharting, Gemeinde Straßlach-Dingharting) war ein deutscher Arzt. Bis zu seinem Eintritt in den Ruhestand am 31. März 2003 war er Ärztlicher Direktor des Kreiskrankenhauses München-Perlach und gilt als einer der Mitbegründer der deutschen Luftrettung.
Unter seiner Mitwirkung konnte am 1. November 1970 der erste zivile und reguläre Rettungshubschrauber Deutschlands „Christoph 1“ am Städtischen Krankenhaus München-Harlaching (heute: Klinikum Harlaching) in Dienst gestellt werden.
Er war außerdem 22 Jahre lang Vorsitzender des Kreisverbandes München des Bayerischen Roten Kreuzes (BRK) und Gründungsmitglied der Sanitätskolonne und späteren Bereitschaft Grünwald des BRK.
Hans Burghart ist Träger des Bundesverdienstkreuzes Erster Klasse. Ihm wurde am 20. Juni 2001 der Bayerische Verdienstorden vom damaligen bayerischen Ministerpräsidenten Edmund Stoiber verliehen. Das Deutsche Rote Kreuz ehrte ihn 2009 auch mit der Medaille „Abenteuer Menschlichkeit“.
Vor seiner Tätigkeit im Kreiskrankenhaus Perlach war er Arzt am Städtischen Krankenhaus München-Harlaching. Dort wurde er in den 1960er Jahren während seines Dienstes in der Notaufnahme von Sanitätern des BRK angesprochen und gefragt, ob er gelegentlich als Referent bei Fortbildungen auftreten möchte. Burghart wurde schließlich Mitglied im BRK und engagierte sich stark in der Ausbildung des Rettungsdienstpersonals. Als einer der ersten Ärzte forderte er in der ersten Hälfte der 1970er Jahre, dass Sanitäter intravenöse Zugänge legen und Infusionen verabreichen dürfen sollten. Er organisierte Krankenhauspraktika und bescheinigte den Absolventen, dass sie die invasiven Maßnahmen beherrschten. Größere Bekanntheit erlangte er aber im Zusammenhang mit dem Aufbau der Luftrettung in Deutschland.
Als bekannt wurde, dass sich die Indienststellung des ersten regulären Rettungshubschraubers bis zum Spätherbst 1970 verzögern wird, stelle die Heeresfliegerstaffel 8 in Oberschleißheim bei München ab Pfingsten an den Wochenenden und Feiertagen eine Bell UH-1D samt fliegerischer Besatzung zur Unfallrettung ab. Die medizinische Besatzung – Arzt und Sanitäter – stammten aus den Reihen der Bergwacht und des BRK München. Die Projektleitung lag beim Bergwachtarzt Dr. Albert Erbertseder und Oberstleutnant Kurt-Josef Veeser. Auf der Suche nach Ärzten für den Einsatzdienst sprach man kurz vor Projektstart auch Hans Burghart an, der an Pfingsten 1970 seinen ersten Dienst am Hubschrauber leistete und so mit der Luftrettung in Kontakt kam.
Am 1. November 1970 wurde vom ADAC schließlich der erste reguläre Rettungshubschrauber am Städtischen Krankenhaus München-Harlaching in Dienst gestellt. Da Hans Burghart aufgrund seiner zahlreichen Dienste in Oberschleißheim über die größte Erfahrung unter den Ärzten am Krankenhaus Harlaching verfügte, wurde ihm die ärztliche Leitung der Luftrettung übertragen. Er entwickelte aufgrund der Erfahrungen, die im Routinebetrieb gemacht wurden, nicht nur das ursprüngliche Konzept weiter, sondern engagierte sich darüber hinaus stark beim Aufbau der Luftrettung im Deutschland.
Die Einweihung und Namensgebung von „Christoph“ war bereits am 29. September 1970 im Englischen Garten in München durch den damaligen Bundesverkehrsminister Georg Leber im Beisein von Vertretern der Bayerischen Staatsregierung und des ADAC erfolgt.
Im Januar 1975 stellte Hans Burghart zusammen mit Gerhard Kugler auf dem Kongress der Helicopter Association of America in Los Angeles (USA) die deutsche Luftrettung vor. Das Konzept des mit einem Arzt besetzten Rettungshubschraubers und der Hubschraubertyp „Bo 105“ fanden im Auditorium großen Anklang. Allerdings konnte sich das deutsche Konzept in den USA nicht durchsetzen. Heute, wie bereits zu Beginn der zivilen Luftrettung in den USA im Sommer 1969, sind Rettungshubschrauber dort mit Paramedics (Sanitätern) oder mit Nurses (akademisch ausgebildetes Krankenpflegepersonal) besetzt.
Vom 1. bis 5. Mai 1978 stellte Burghart zusammen mit anderen Pionieren der deutschen Luftrettung das „Konzept deutsche Luftrettung“ („Rescue Helicopters in Primary and Secondary Missions“) auf einer Tagung der US-Army in den USA gemeinsam mit Gerhard Kugler, Ingo Karger (ADAC-Zentrale, Abt. Unfallrettung) und Bodo Gorgaß (Ulm, Leiter des Bundeswehr-Rettungszentrums) vor. Die Erfahrungen der deutschen Luftrettung fanden in Fort Rucker, Alabama, Ausbildungszentrum für Hubschrauberpiloten der US-Army, besondere Beachtung.
Burghart arbeitete an der Erstellung des ADAC-Kongressbandes über den 1. Internationalen Luftrettungskongress, 1980 in München, in der Funktion „Fachliche Bearbeitung“ zusammen mit Gerhard Kugler und Per Krueger mit.